# NGC 1443
NGC 1443 – gwiazda znajdująca się w gwiazdozbiorze Erydanu. Skatalogował ją Wilhelm Tempel w 1882 roku jako obiekt typu „mgławicowego”.